# Szili Attila
Szili Attila  (Budapest, 1978. március 11. –) magyar labdarúgó-középpályás.

## Pályafutása
Tizenévesen debütált a magyar bajnokságban az Újpest színeiben az élvonalban, majd a lila-fehérektől az 1860 München szerződtette. A patinás klubnál nem tudott bekerülni a felnőtt keretbe, a tartalékoknál viszont folyamatosan játszott. 1999-ben hazatért a Vasashoz és az angyalföldieknél első idényében kupadöntőt játszott. Szili 2002-ben az MTK-hoz igazolt, ahonnét kölcsönadták a Ferencvároshoz. 
A zöld-fehéreknél eltöltött másfél éve alatt nyert egy Magyar Kupát 2003-ban, valamint mindkét idény végén ezüstérmet szerzett. 2003 nyarán azonban sem az MTK, sem az FTC nem szerződtette, így hosszú időre csapat nélkül maradt, végül 2004-ben a Budapest Honvédhoz került. Egy kispesti idényt követően megfordult Franciaországban és Cipruson is. 2010-ben a másodosztályú REAC-hoz igazolt, ahol azonban kevés lehetőséget kapott és fél év után Bajára igazolt. Pályafutását 33 évesen fejezte be. 
Játszott az U20-as és az U21-es válogatottban is, 2000-ben egy mérkőzésen pályára léphetett a magyar ligaválogatottban. 